# Adobe RoboHelp
 (mars 2024).
Si vous disposez d'ouvrages ou d'articles de référence ou si vous connaissez des sites web de qualité traitant du thème abordé ici, merci de compléter l'article en donnant les références utiles à sa vérifiabilité et en les liant à la section « Notes et références ».
 (mars 2024).
RoboHelp est un programme de création et de publication pour les contenus d'aide, de politique et de base de connaissances. Il a été lancé [Quand ?].